# Cécile Bertrand
Pour les articles homonymes, voir Bertrand.
Cécile Bertrand, née le 20 juin 1953 à Liège et morte le 1er mars 2024 dans la même ville, est une illustratrice, dessinatrice de presse et plasticienne belge.

## Biographie

### Naissance et formation
Cécile Bertrand naît le 20 juin 1953 à Liège.
Elle étudie la peinture à l'École supérieure des arts Saint-Luc de Liège et termine ses études par la production d'un mémoire sur le dessin de presse.

### Carrière artistique

#### Illustration
Depuis 1981, elle publie des livres pour enfants chez divers éditeurs : Nathan, La Martinière, Pastel-L'École des loisirs, Mijade,... Dans cette abondante production, on peut relever notamment une série d'albums d'éveil publiée en 2001 et intitulée Pipo (Pipo voit, Pipo touche, Pipo goûte...).
Parallèlement, de 1986 à 1988, elle est coloriste des séries Victor Sackville et Sydney Bruce de Francis Carin ainsi qu'elle termine un album de Mic Mac Adam pour Benn.
Elle a aussi illustré une anthologie poétique intitulée Les Plus Beaux Poèmes d'amour (La Renaissance du livre). À l'occasion de sa parution, elle crée l'exposition ... Si le c1⁄2ur vous en dit..., où se côtoient les originaux des illustrations et des œuvres originales (notamment des sculptures).

#### Dessin de presse
Depuis la fin des années 1980, elle se consacre principalement au dessin de presse.
Cécile Bertrand déclare que c'est à la suite de la chute du mur de Berlin qu'elle « [se] risque à oser, enfin, toucher au dessin de presse ». Elle fait figure d'exception dans le paysage du dessin de presse, qui est majoritairement composé d'hommes,. Elle dessine pour divers journaux et revues : Le Vif/L'Express à partir de 1990, Plus Magazine, le magazine féministe belge Axelle, Imagine... À partir du 21 mai 2005, elle se lance dans l'aventure du dessin quotidien, et devient la dessinatrice éditoriale du quotidien belge La Libre Belgique : chaque jour, elle commente l'actualité par le biais de petits personnages nommés Les Poux,.
C'est par le dessin de presse qu'elle obtiendra la reconnaissance : elle est lauréate à deux reprises du Grand Prix du Press Cartoon Belgium (en 2007 et 2011,) ; bpost fait circuler en 2011 un timbre qu'elle a illustré ; en 2011 toujours, elle expose ses dessins à Wavre (exposition Mine de Rien à la Maison du tourisme des Ardennes brabançonnes,), et en profite pour parler publiquement de la censure qu'elle rencontre dans le cadre de son travail, et des mécanismes sexistes qui la sous-tendent selon elle,.
Elle publie des recueils de ses dessins de presse : Les Femmes et les enfants d'abord (Luc Pire, 2003) et Les Poux (Luc Pire, 2007).
Elle est également membre du collectif et du site web The Cartoonist, réunissant des dessinateurs belges de presse, créé par Marec et où leurs travaux sont mis à la disposition du public.
La disparition des caricatures dans The New York Times la fait réagir : elle constate que les caricaturistes sont de plus en plus nombreux à perdre leur emploi tant en Belgique qu'ailleurs. En protestation et pour prendre leur défense, elle publie un dessin gratuitement sur les réseaux sociaux. Elle crée par ailleurs une académie pour les jeunes dessinateurs.
En 2022, lors d'un colloque sur la liberté d’expression et la liberté des médias organisé par Wallonie-Bruxelles International à Budapest, Cécile Bertrand raconte un demi-siècle en tant que femme dans le métier de dessinateur de presse, métier très masculin quand elle a commencé à travailler.

### Engagement politique
Après avoir pris sa retraite artistique, elle se lance en politique en 2019 en s'inscrivant sur les listes du parti Ecolo aux élections régionales. C'est l'occasion pour elle d'exprimer différemment[Interprétation personnelle ?] ses engagements militants de longue date. Elle s'était déjà présentée sur une liste Ecolo en 1994, pour les élections communales à Anthisnes.

### Vie privée
Elle vit à Anthisnes où elle travaille avec le dessinateur de presse Yannick Vancolen. Les deux dessinateurs publient ensemble sous le nom de « bert&VANCO ».
Elle meurt le 1er mars 2024, à Liège, à l'âge de 70 ans,,.

## Publications
- Bravo, Jérémy !, Nathan, 1992  (ISBN 2-09-210756-9)
- Drôles de parents, L'École des loisirs, 2002  (ISBN 9782211062343).

### Collectifs
- Animaux a(d)mis[23], Alliance européenne, Tilff, janvier 1990
Scénario : collectif - Dessin : collectif dont Cécile Bertrand -  (ISBN 2-87364-000-6)

## Prix et distinctions
- Mention Honorable au Prix du Cartoon de Presse (précurseur du Press Cartoon Belgium) (1999)[2] ;
- Grand Prix du Press Cartoon Belgium (2007)[7],[10] ;
- Grand Prix du Press Cartoon Belgium (2011)[7],[10].

#### Livres
- Jacques Fiérain, « Bertrand, Cécile », dans La BD dans les provinces de Liège, Namur et Luxembourg, Charleroi, Éd. l'Âge d'or, 2004, 112 p., ill. ; 31 cm (ISBN 9782960019698, OCLC 470388297, présentation en ligne), p. 10.

#### Articles
- « Hommage à Charlie – Cécile Bertrand », RTBF,‎ 9 janvier 2015 (lire en ligne, consulté le 3 mars 2024).
- Perrine Willamme, « Cécile au pays des fils bleus : l'art de recycler », RTBF,‎ 28 juillet 2015 (lire en ligne, consulté le 6 décembre 2023).
- « Cécile Bertrand, invitée de Cartoon Xira », Euronews,‎ 21 mars 2016 (lire en ligne, consulté le 3 mars 2024)
- « L'invitée Presque Sérieuse : la cartooniste Cécile Bertrand », RTBF,‎ 5 mai 2016 (lire en ligne, consulté le 6 décembre 2023).